# 切姆斯福德 (英國國會選區)
切姆斯福德（英語：Chelmsford），英國國會一自治市選區，包括英格蘭東部埃塞克斯郡切姆斯福德區一部。始設於1885年，1997年撤銷，2010年恢復。
自1987年任該區議員、保守黨的西門·伯恩斯在2010年大選中以46.2%選票勝出該區連任成功。